# إيفان توني
إيفان بينيامين إلايجاه توني (بالإنجليزية: Ivan Benjamin Elijah Toney)‏ (16 مارس 1996 في نورثامبتون، إنجلترا - ) هو لاعب كرة قدم إنجليزي يلعب في مركز الهجوم مع النادي الأهلي السعودي.
قد لعب سابقًا مع نادي بارنسلي ونادي نورثامبتون تاون ونيوكاسل يونايتد وويغان أتلتيك.

## وصلات خارجية
- إيفان توني على موقع الاتحاد الأوربي (الإنجليزية)
- إيفان توني على موقع قاعدة بيانات كرة القدم.إي يو (الإنجليزية)
- إيفان توني على موقع ليكيب (الفرنسية)
- إيفان توني على موقع ناشيونال فوتبول تيمز (الإنجليزية)
- إيفان توني على موقع Soccerbase.com (لاعب) (الإنجليزية)
- إيفان توني على موقع Soccerway.com (الإنجليزية)
- إيفان توني على موقع عالم كرة القدم.نت (الإنجليزية)
- إيفان توني على موقع 365scores (الإنجليزية)
- إيفان توني على موقع AS.com (الإسبانية)